# بالیقلوچای

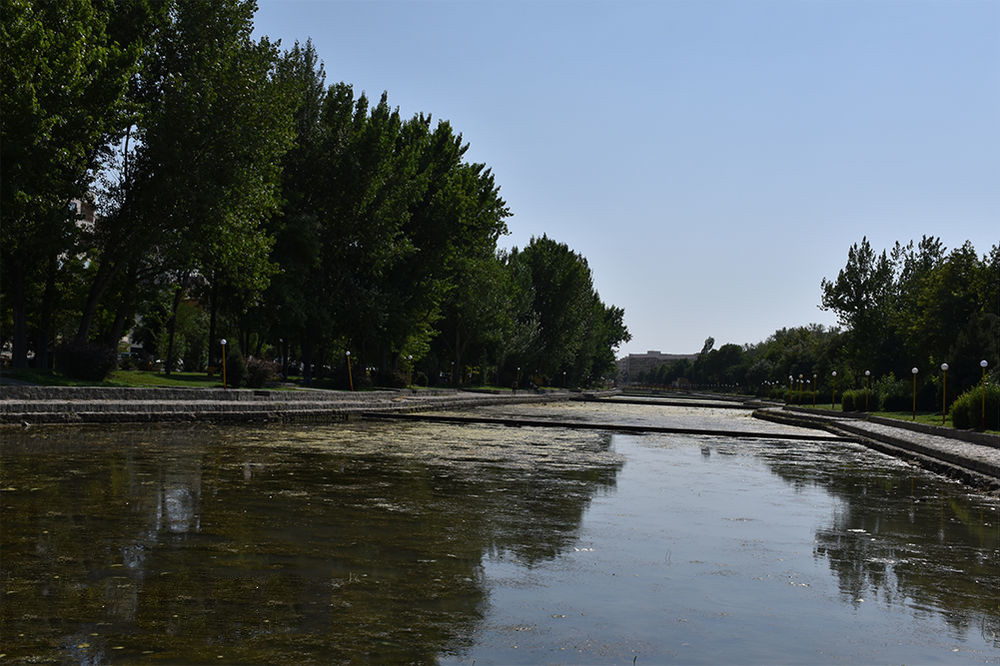
نمایی از رودخانهٔ بالیقلوچای در اردبیل، ایران - ۱۳۹۸

بالیقلوچای اردبیل یا بالخلو یا بالیخلی در تلفظ محلی، از معدود رودخانه‌هایی است که از داخل شهر عبور می‌کند. دلیل نامگذاری آن به دلیل وجود ماهی‌های فراوان است که در این رودخانه یافت می‌شوند. این رودخانه یکی از جاذبه‌های طبیعی و گردشگری اردبیل است.
این رود از چشمه سارها و برف‌های دامنه جنوبی کوه سبلان و دامنه‌های شمال غربی رشته کوه‌های بزغوش سرچشمه می‌گیرد، از شهر اردبیل می‌گذرد و به رودخانه قره سو می‌ریزد.
معروفترین پل‌ها بر روی رودخانه پل یعقوبیه یا پنج چشمه و پل هفت چشمه واقع شده که در زبان محلی ججین، داشکسن و یِدی گوزلی و قرمزی کورپی از اسم‌های این پل هستند. پلی که ستارخان سردار ملی بعد از فرار از زندان نارین قلعه اردبیل به یارانش محلق شد تا راهی نجف شوند و فتوای مشروطه را از مجتهدان بگیرند. پل هفت چشمه از یادگارهای دوره صفوی است.
حوزه آبریز رودخانه ۱۶۰۰ کیلومتر مربع است و در محل پل الماس میزان آبدهی آن ۱۱۶ میلیون متر مکعب است. در مخروط افکنه رودخانه بالیقلی چای، روستاهای پر جمعیت و آبادی استقرار یافته‌اند. کشاورزی بیشترین مناطق روستایی اردبیل بر اثر جریان آب این رودخانه رونق دارد. طول این رودخانه ۷۵ کیلومتر است که ۵۰ کیلومتر آن در کوهستان و ۲۵ کیلومتر دیگر در جلگه جریان دارد.
بالیقلو چای (رودخانه ماهی دار) اردبیل که از چشمه سارها و برف‌های دامنه جنوبی کوه سبلان و دامنه‌های شمال غربی رشته کوه‌های بزغوش سرچشمه می‌گیرد، از شهر اردبیل می‌گذرد و به رودخانه قره سو می‌ریزد. میزان آبدهی این رودخانه در محل روستای گیلانده اردبیل ۸۶ میلیون متر مکعب و دبی لحظه ای آن ۲۶ متر مکعب در ثانیه است این رودخانه مردادماه ۱۴۰۲ بر اثر خشکسالی‌های متوالی کاملاً خشک گردید.

## بناهای تاریخی

### پل داش کسن
که با نام‌های پل ججین، پل یدی گوزلی، قرمزی کورپی و پل هفت چشمه نیز شناخته می‌شود، از پل‌های تاریخی و جاهای دیدنی اردبیل است و در میدان پانزده خرداد، ابتدای خیابان ساحلی، روی رودخانه بالیقو چای قرار دارد. این پل دارای هفت دهانه آجری همراه با قوس پنج و هفت و موج‌شکن‌های سنگی است. گچ و آهک از مصالح اصلی به‌کار رفته در بنای پل داش کسن هستند. با قدمتی که به دوره صفویه بازمی‌گردد، در تاریخ ۲۸ مرداد ۱۳۴۸، پل هفت چشمه با شماره ۸۷۵ در فهرست آثار ملی ایران به ثبت رسید. همچنین این پل در سال ۱۳۷۴ مورد مرمت و بازسازی قرار گرفت.

#### نارین قلعه
این قلعه در درون شهر اردبیل بوده، و به کهنه دژ، ارک و قلعه شهر اردبیل معروف و در کنار رودخانه بالخلو قرار داشت، و دارای برج و باروی محکمی بود، از قدمت آن اطلاع دقیقی در دست نیست، ولی یکی از معروفترین قلاع ایران محسوب می‌شود، نارین قلعه که بیشترین شهرت و اهمیتش را از دورهٔ قاجار کسب کرده پیش از این دوره نیز وجود داشته، منتها قلعه کوچکتری بوده و به نام «ارک» خوانده می‌شده‌است و گویا آقا محمد خان قاجار در نخستین سفرش به اردبیل هنگامی که عازم جنگ بر علیه گرجستان بوده در آنجا اقامت کرده‌است.
در دوره فتحعلیشاه یک هیئت نظامی فرانسوی به سرپرستی ژنرال گاردان به ایران آمد و مدتی در آذربایجان میهمان عباس میرزا بود این هیئت در اردبیل متوجه اهمیت قلعه شده و تأکید بر تقویت قلعه داشتند. عباس میرزا بعد از این قضیه دستور داد شهرهای مهم آذربایجان از جمله اردبیل و خوی و مراغه و غیره از شکل و صورتهای قبلی خارج شوند و تاکید بر این داشت در این مراکز مهم ایالت آذربایجان چندین قلعه مهم ساخته شود.

## آلودگی
رودخانه بالیقلو به عنوان یکی از سرشاخه‌های اصلی رود قره سو اردبیل و تأمین کننده آب سد یامچی می‌باشد و با توجه به وجود منابع آلاینده مختلف مانند پساب مناطق مسکونی، صنعتی و کشاورزی و آبگرم معدنی، بررسی کیفی این رودخانه برای حفظ حیات آن ضروری می‌نمود. امروزه در مطالعات تعیین کیفیت آب، بررسی حضور درشت بی مهرگان کفزی به عنوان شاخصی مکمل برای روشهای شیمیایی در تشخیص وجود آلودگیها شناخته شده‌است.
روش بررسی: در این پژوهش به منظور بررسی کیفیت آب رودخانه بالخلو چای اردبیل بر اساس درشت بی‌مهرگان، نمونه برداری در ۵ ایستگاه ودردو نوبت، فصول کم‌آبی و پرآبی در طول رودخانه صورت گرفت. همچنین برای تدقیق نتایج بدست آمده، اندازه گیریهای برخی پارامترهای فیزیکی و شیمیایی در ایستگاه‌ها انجام شد. نمونه‌های بی‌مهرگان شناسایی شده و بااستفاده از شاخص تنوع شانون، شاخص زیستی مارگالف و شاخص تشابه پیلوسنجیده شدند.
یافته‌ها: در این تحقیق ده راسته از بیمهرگان در ۲۳ رده شناسایی و شمارش گردیدند وپارامترهای فیزیکوشیمییایی مانند اکسیژن محلول، نیترات، دما، اسیدیته، دبی و سرعت جریان ثبت گردیدند.
نتیجه‌گیری: نتایج بدست آمده ارتباط متناسبی را بین شرایط فیزیکی و شیمیایی و شاخص‌های زیستی نشان داد و شاخص زیستی مارگالف به دلیل اینکه بیشترین هماهنگی را با نتایج پارامترهای فیزیکو شیمیایی داشت عنوان بهترین شاخص برای ارزیابی زیستی رودخانه بالخلو شناخته شد. در نهایت با مقایسه پارامترهای فیزیکو شیمیایی و شاخص‌های زیستی کیفیت آب رودخانه بالخلو به سه ناحیه آلودگی کم، متوسط و بالا تقسیم‌بندی گردید.

## اثر تغییر اقلیم و کاربری اراضی بر رواناب سطحی حوزه آبخیز بالیقلو چای
تغییر کاربری به همراه تغییر اقلیم، به‌عنوان یک عامل جانبی اثرات مستقیم و غیر مستقیم بر سیلاب دارد؛ بنابراین، پیش‌بینی اثر تغییر اقلیم و کاربری اراضی بر وضعیت سیلاب و رواناب دهه‌های آتی، راه‌گشای مقابله با این پدیده خواهد بود. جهت بررسی تغییرات اقلیمی دهه ۲۰۲۰ حوزه آبخیز بالیقلوچای، برونداد مدل HadCM3 تحت سناریوهای A2 و B1 به‌وسیله مدل آماری LARS-WG ریزمقیاس شد. نتایج نشان‌دهنده افزایش ۸٫۷۸ تا ۱۲٫۸۶ درصدی بارش متوسط سالانه دهه ۲۰۲۰ می‌باشد. افزایش هم‌زمان دمای حداقل و حداکثر منطقه مطالعاتی در تمامی ماه‌ها موجب افزایش ۰٫۶۶ درجه سانتی‌گرادی دمای متوسط سالانه در دهه ۲۰۲۰ خواهد شد. پس از بررسی تغییرات کاربری اراضی در گذشته، دو سناریو جهت پیش‌بینی اثر تغییرات کاربری اراضی در دهه‌های آتی بر سیلاب منطقه طراحی شد که در سناریوی اول فرض بر ثابت ماندن وضعیت فعلی و سناریوی دوم بر فرض ادامه روند گذشته می‌باشد. نتایج نشان‌دهنده کاهش نه درصدی مراتع و افزایش پنج درصدی اراضی کشاورزی در دهه‌های ۲۰۲۰ می‌باشد. جهت شبیه‌سازی سیستم هیدرولوژیکی دهه‌های آتی، از مدل HEC-HMS استفاده شد. نتایج نشان‌دهنده افزایش دبی اوج و حجم سیلاب در ماه آوریل و کاهش آن در ماه‌های مارس، می و جوئیه بوده‌است. به‌طوری که در صورت تغییر کاربری اراضی همراه با تغییر اقلیم این تغییرات شدیدتر خواهد بود.